# کوتاوان
کوتاوان (به لاتین: Kotavan) یک منطقه مسکونی در جمهوری آذربایجان است که در شهرستان آق‌داش واقع شده است. کوتاوان ۹۳۸ نفر جمعیت دارد.